# Guitelia itzingeri
Guitelia itzingeri är en skalbaggsart som beskrevs av Friedrich F. Tippmann 1951. Guitelia itzingeri ingår i släktet Guitelia och familjen långhorningar. Inga underarter finns listade i Catalogue of Life.